# Karl Botho zu Eulenburg
Karl Botho Wend Heinrich comte zu Eulenburg (né le 2 juillet 1843 à Wicken et mort le 26 avril 1919 dans la même ville) est un général de cavalerie prussien de la Première Guerre mondiale .

## Biographie

### Origine
Karl Botho est issu de la noble famille zu Eulenburg (de) et est le fils de Botho Heinrich zu Eulenburg (1804-1879) et de son épouse Thérèse, née comtesse Dönhoff (1806-1885). Il a plusieurs frères et sœurs. Parmi eux se trouvent August, Botho et Wendt.

### Carrière militaire
Eulenburg étudie au lycée de Marienwerder à partir de 1856 puis devient cadet à Berlin le 4 mai 1859. Issu du corps de cadets, Eulenburg est transféré dans le 3e régiment de cuirassiers de l'armée prussienne en tant que sous-lieutenant le 6 mai 1862. L'année suivante, il est nommé adjudant régimentaire le 25 octobre 1863. À ce titre, il participe à la bataille de Trautenau, à la bataille de Sadowa et à l'encerclement d'Olmütz en 1866 lors de la guerre contre l'Autriche. En octobre 1869, il est promu premier lieutenant et transféré comme adjudant à la 2e brigade de cavalerie de la Garde. Eulenburg ne peut pas participer à la mobilisation en 1870 au début de la guerre contre la France en raison d'une blessure à la jambe. Il ne rejoint sa brigade en France que fin août et est légèrement blessé lors de la bataille de Sedan . Alors que la guerre se poursuit, il reste dans l'état-major de la brigade sous le commandement d'Albert de Prusse, combat à la Hallue, à Bapaume et à Saint-Quentin, participe au siège de Péronne et est déployé à Pierrefitte, Gisors et Vernon. Pour ses réalisations, Eulenburg reçoit la croix de Fer de 2e classe le 21 octobre 1870. Après la fin de la guerre, il est transféré le 23 février 1873 dans le 2e régiment d'uhlans de la Garde, tout en conservant son poste, et n'est relevé de son commandement que le 22 septembre 1873. Après qu'Eulenburg soit devenu capitaine le 14 février 1874, il est nommé chef d'escadron le 15 octobre 1874. Il occupe ce poste jusqu'au 11 juin 1880 puis devient adjudant de la division de cavalerie de la Garde. L'année suivante, le 13 octobre, il est transféré au commandement général du corps de la Garde au même poste. Eulenburg resta à ce poste pendant près de huit ans, devenant major le 2 juin 1883 et peut participer à plusieurs reprises aux exercices des troupes russes en tant qu'observateur.
Eulenburg retourne au service militaire le 16 avril 1889 et est chargé du commandement du 2e régiment d'uhlans de la Garde. Le 27 juin 1889, il est nommé commandant du régiment et le 21 septembre 1889, il est promu lieutenant-colonel et le 17 novembre 1891 colonel. À ce titre, il est chargé de diriger la 1re brigade de cavalerie (de) du 19 août 1893 au 13 mai 1894 et est ensuite nommé commandant. Eulenburg est promu major général le 4 avril 1896 avec un brevet daté du 30 mars 1896. Chargé le 4 avril 1899 du commandement de la 1re division d'infanterie, Eulenburg est finalement nommé commandant de cette division avec promotion de lieutenant général le 18 avril 1899. Il abandonne la grande unité le 17 février 1902 et est alors mis en retraite avec pension à sa demande.
Il gère sa propriété de Wicken et, en tant que député de la chambre des seigneurs de Prusse, participe souvent à des réunions à Berlin. Guillaume II donne à Eulenburg le caractère de général de cavalerie le 10 septembre 1910. Il reçoit également l'autorisation de porter l'uniforme du 2e régiment d'uhlans de la Garde en mai 1912.
Lors de la mobilisation au début de la Première Guerre mondiale, Eulenburg est mis à disposition et nommé commandant général adjoint du 1er corps d'armée à Königsberg. Le 24 décembre 1914, il reçoit le brevet correspondant à son grade. Avec l'attribution de la couronne de l'ordre de l'Aigle rouge, 1re classe avec feuilles de chêne, le règlement de mobilisation d'Eulenburg est abrogé le 10 juillet 1916.
Eulenburg est chevalier légal de l'Ordre de Saint-Jean le 24 juin 1886 et reçoit l' Ordre de la Couronne, première classe, le 19 septembre 1901 pour ses nombreuses années de service.

### Famille
Eulenburg se marie avec Luise Johanna Valeska von Bonin (1845-1871) le 4 juin 1867 à Krangen. Après sa mort prématurée, il se marie avec la comtesse Marie zu Eulenburg (née en 1871) de la branche de Prassen le 3 octobre 1894 à Prassen (de). Le premier mariage donne naissance à :
- Alexandra Thérèse Trinidat (1868-1943)
- Wendt (1869-1870)
- Botho Karl Siegfried (1870-1961), colonel et commandant du 1er régiment à pied de la Garde[13]

Le second mariage donne naissance à :
- Karl Elimar (1895-1983), premier lieutenant prussien
- Fritz Albrecht (1897-1982), lieutenant prussien
- Karl Richard Heinrich (1899-1927), lieutenant prussien
- Jonas Casimir (de) (1901-1945), colonel allemand
- Szesima Euphémie Thérèse Marie (1903-1980)